# Marie Harder
Marie Harder, auch Marie M. Harder, geborene Maria Margarethe Harder, Pseudonym Käte Kestien (* 27. März 1898 in Schleswig-Holstein; † 26. März 1936 am Popocatépetl, Mexiko) war eine deutsche Autorin und Filmregisseurin.

## Leben
Die Tochter einer Dienstmagd und eines Arbeiters veröffentlichte 1920 erste Gedichte in plattdeutscher Sprache. Sie arbeitete in Hamburg als Gefängnisfürsorgerin und schrieb für das Hamburger Fremdenblatt.
1929 zog sie nach Berlin und übernahm die Leitung des Film- und Lichtbilddienstes der SPD. Sie gehörte auch dem Bundesvorstand des Arbeiter-Lichtspiel-Bundes an und gab von 1929 bis 1931 die Mitteilungen des Film- und Lichtbilddienstes heraus.
Vom russischen Revolutionsfilm beeinflusst, trieb sie den Ausbau von SPD-Eigenproduktionen voran. 1929 führte sie erstmals Regie in dem Kurz-Dokumentarfilm
Der Weg einer Proletarierin. 1930 inszenierte sie den Spielfilm Lohnbuchhalter Kremke mit Hermann Vallentin. Gezeigt wird die Geschichte eines Angestellten, den der Verlust des Arbeitsplatzes in Depressionen und schließlich zum Selbstmord treibt.
Wegen „finanzieller Verfehlungen“ verlor Harder um 1931/32 ihre Ämter im Film- und Lichtbilddienst und Arbeiter-Lichtspiel-Bund. Unter dem Pseudonym „Käte Kestien“ veröffentlichte sie 1935 den Roman Als die Männer im Graben lagen über die Lebensbedingungen der Frauen im Ersten Weltkrieg. Sie starb einen Tag vor ihrem 38. Geburtstag auf einer 3000 Reichsmark teuren Reise zusammen mit zahlreichen anderen deutschsprachigen Touristen bei einem Flugzeugabsturz in Mexiko.

## Filmografie
- 1929: Der Weg einer Proletarierin
- 1930: Lohnbuchhalter Kremke

## Werke
- Als die Männer im Graben lagen. Ein autobiographischer Roman. Frankfurt: Sozietät, 1935